# 巴西小鯷
巴西小鯷（学名：Anchoa januaria）為輻鰭魚綱鲱形目鳀科的其中一種，分布於西南大西洋的巴西海域，棲息深度可達50公尺，本魚體延長，吻長度約1/2眼徑，臀鰭軟條19-22條，體白色，腹部銀白色，體長可達7.5公分，喜群游，棲息在沿海，以浮游生物為食。

## 擴展閱讀
維基物種上的相關：巴西小鯷